# Złota rybka

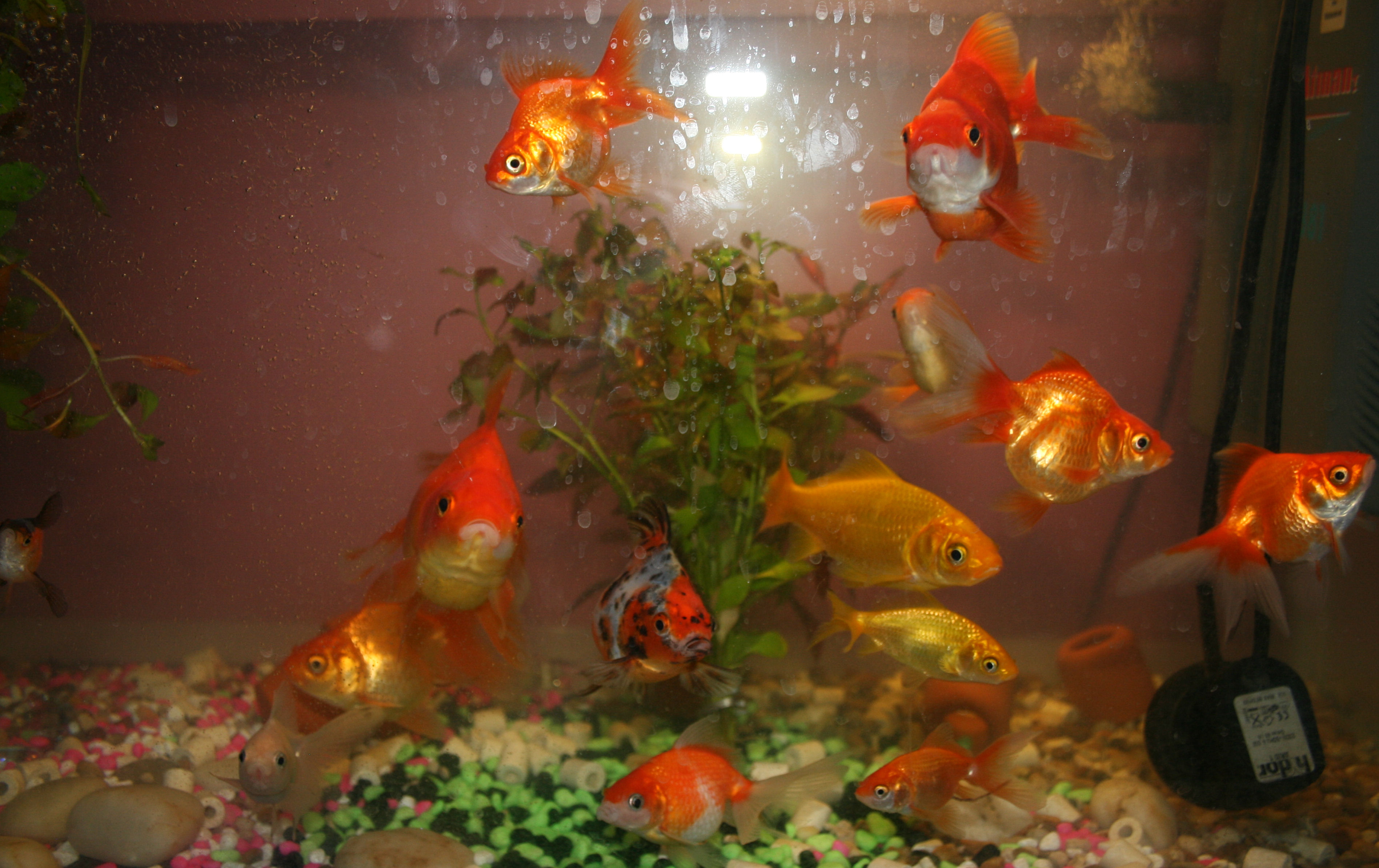
Złote rybki w akwarium

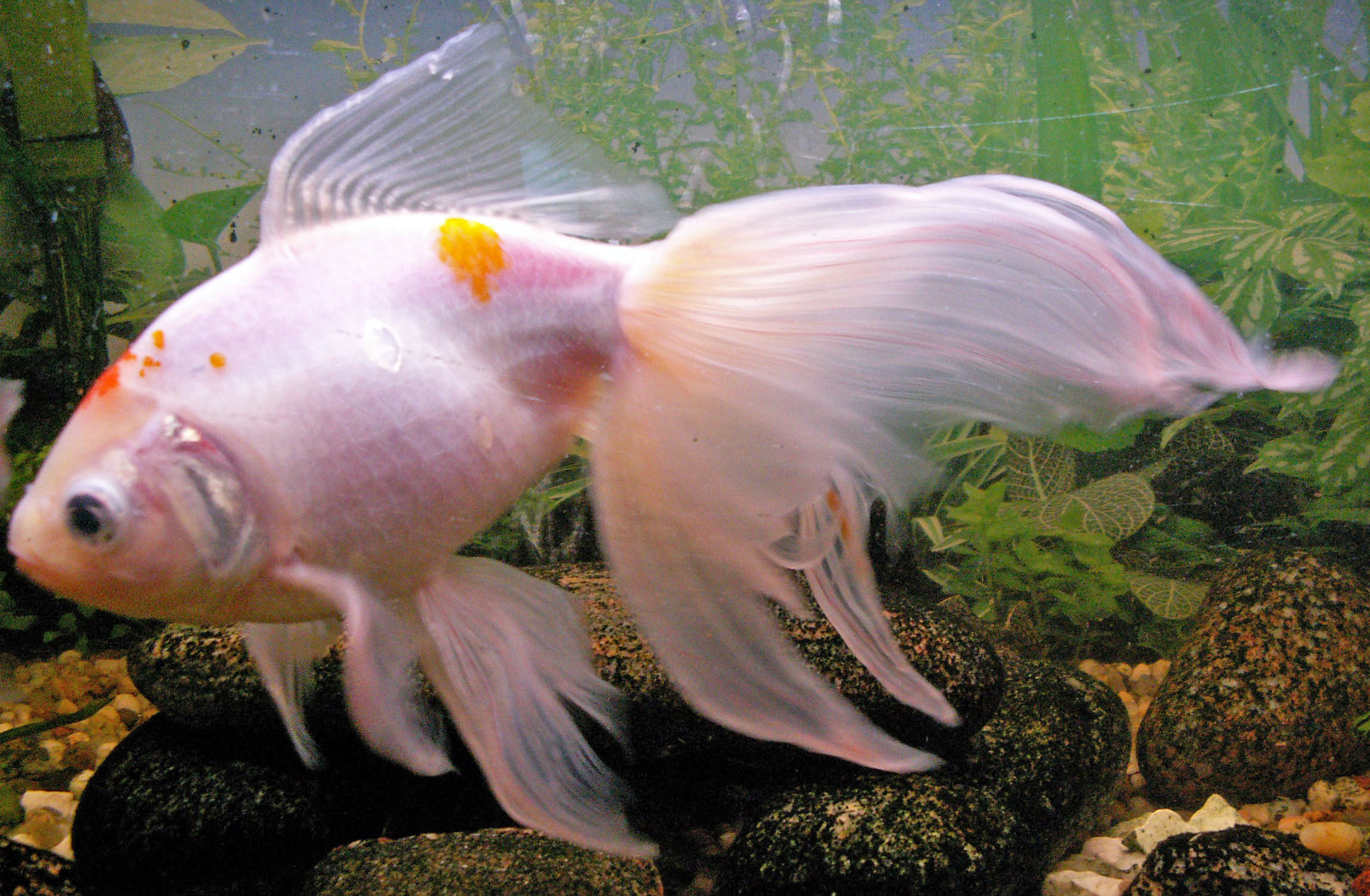
Odmiana welon

Złota rybka – ogólna nazwa licznych odmian hodowlanych populacji jednego z podgatunków karasia chińskiego – Carassius auratus auratus – popularnie zwanego karasiem ozdobnym lub welonem, choć ta ostatnia nazwa odnosi się tylko do niektórych odmian o długich płetwach. Złote rybki to popularne na całym świecie ryby ozdobne, głównie akwariowe. Były hodowane w basenach (sadzawki, oczka wodne) i akwariach w Chinach już od VII wieku n.e. Znanych jest wiele odmian różniących się kształtem ciała, długością i kształtem płetw, jak i ubarwieniem. Poszczególne odmiany powinny odpowiadać określonym normom, a prowadzący do tego proces jest długotrwały, dlatego „rasowe” osobniki są trudno dostępne i bardzo drogie. Ryby te nie są polecane dla początkujących akwarystów. Zwłaszcza trzymanie ich w kulach wywołuje często burzliwe dyskusje – jako sporych rozmiarów ryby stadne powinny być trzymane w zbiornikach o odpowiednio dobranej wielkości i właściwej filtracji wody.

## Występowanie
Złota rybka nie występowała w naturze w formie dzikiej. Jest efektem selekcji prowadzonej od ponad 1000 lat w Chinach, a następnie w Japonii, Wietnamie i w kilku innych krajach. W wyniku celowej lub przypadkowej introdukcji (uciekinierzy z hodowli) pojawiła się w wodach śródlądowych wielu krajów świata. W niektórych utworzyła trwałe, zdziczałe populacje.

## Budowa
Dziko żyjące karasie, od których wywodzą się złote rybki mają wysokie, srebrnoszare lub oliwkowoszare ciało oraz grubą nasadę ogona. Ciało jest osłonięte dużymi łuskami cykloidalnymi. Górna krawędź płetwy grzbietowej jest lekko wklęsła. U form dziko żyjących zdarzają się jednak osobniki o ciele niskim i krótszym.

## Historiadomestykacji
Hodowla złotych rybek rozpoczęła się w Chinach. Chińczycy poławiający karasie, popularne w Chinach ryby konsumpcyjne, przenosili je z naturalnych siedlisk do małych zbiorników wodnych w sąsiedztwie domostw, gdzie były przechowywane żywe w celu spożycia w późniejszym okresie. Pierwsze pisemne wzmianki o rybach z czerwonymi łuskami pochodzą z Chin, z czasów dynastii Qin (265–420 n.e.). Ryby te widziano w jednym z jezior w górach Lushan i w Rzece Czerwonej w pobliżu dzisiejszej prowincji Shaanxi. Nie ma wprawdzie pewności, że te właśnie ryby były protoplastami dzisiejszych złotych rybek, ale jest to wysoce prawdopodobne. Przypuszczalnie, w wyniku celowego dobierania czerwono ubarwionych osobników uzyskano pierwsze odmiany hodowlane. Przyjmuje się, że początek celowej hodowli złotych rybek przypada na okres panowania dynastii Tang (618–907 n.e.). Z tego okresu pochodzi wiele notatek o hodowlach złotych rybek.

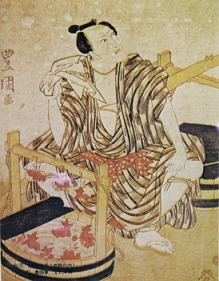
Wędrowny sprzedawca złotych rybek, okres Edo

Niektórzy badacze dopatrują się wpływu buddyzmu na zmianę podejścia hodowców do tych zwierząt: uratowanie (darowanie życia) niektórych zwierząt przeznaczonych do spożycia było dobrym uczynkiem wpływającym na dalszy los człowieka. W ten sposób zaczęły się pojawiać w Chinach małe zbiorniki wodne nazywane stawami miłosierdzia, a praktyka darowania zwierzęciu życia nazwana została fangsheng (放生).
Po 960 n.e., za panowania kolejnej dynastii – Song, złote rybki pojawiły się (wraz z wieloma innymi zwierzętami) w prywatnych basenach domowych. Ten okres jest przyjmowany za początek domestykacji tych ryb i celowego krzyżowania wybranych osobników. Początkowo, hodowcami złotych rybek byli wyłącznie ludzie zamożni, zwykle właściciele ziemscy.

## Historia hodowli iintrodukcji
Z początkiem 2. tysiąclecia rosła liczba entuzjastów złotych rybek oraz znaczenie tych zwierząt w życiu ludzi. Hodowle jednogatunkowe umożliwiały hodowcom nabieranie doświadczenia, umożliwiały tworzenie nowych odmian i ich propagację. W XIII wieku funkcjonował już handel odmianami złotych rybek, nazywany yu'erhuo. Przeniesienie ryb z basenów do zbiorników przypominających akwarium nastąpiło pomiędzy XIII a XVI wiekiem. Od tego czasu hodowcami byli zarówno ludzie bogaci, jak i mniej zamożni.
Obserwacje odnotowane w 1590 roku mówią o odmianach o krótkim ciele i podwójnoogonowych. Zawierają także niejasną notatkę o teleskopowych oczach. Takie oczy u złotych rybek były z pewnością znane w połowie XVIII wieku. W Europie odmiany teleskopowe upowszechniły się pod koniec XIX wieku.

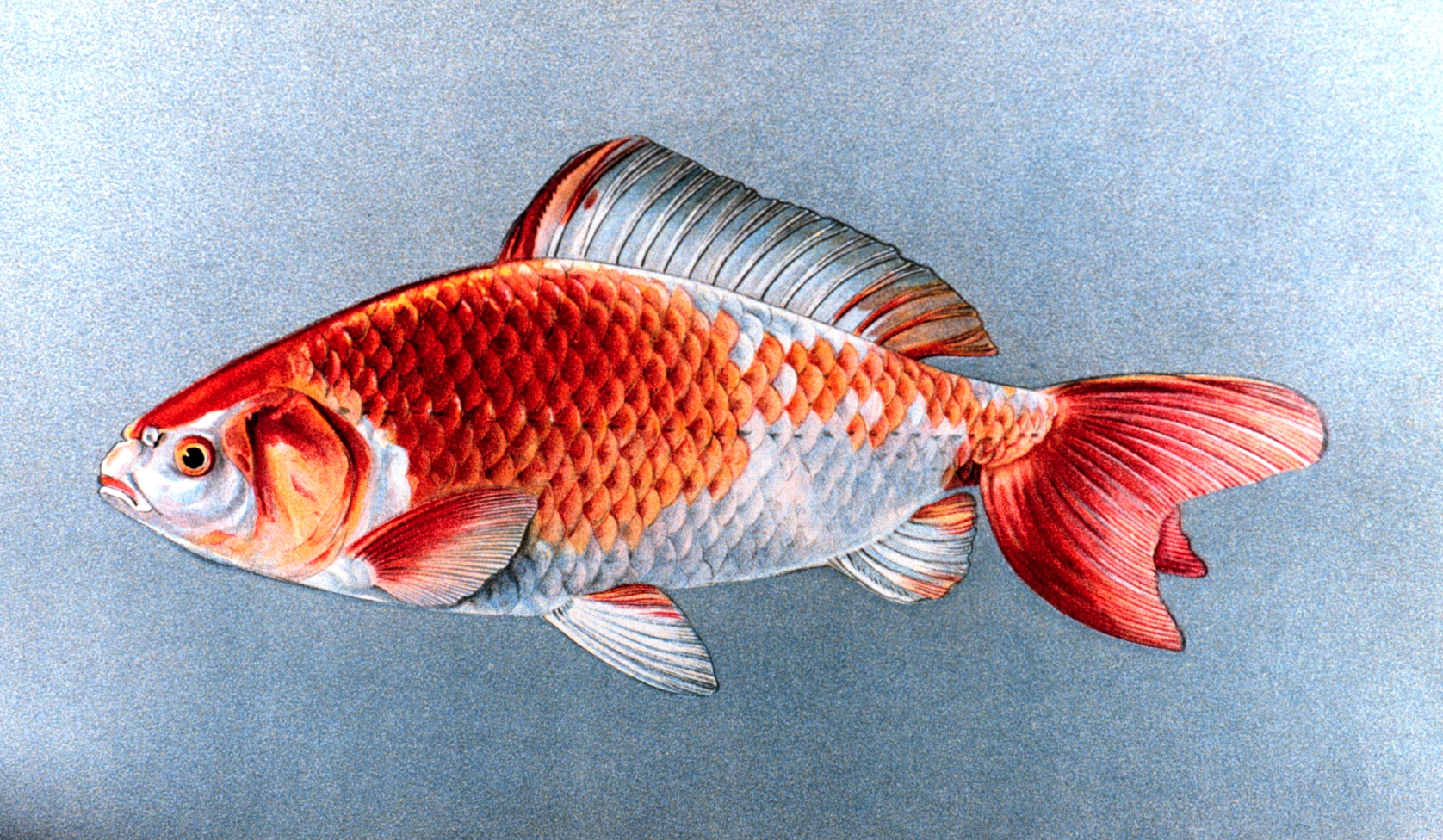
Odmiana wakin – XVIII-wieczny rysunek Shinnosuke Matsubara

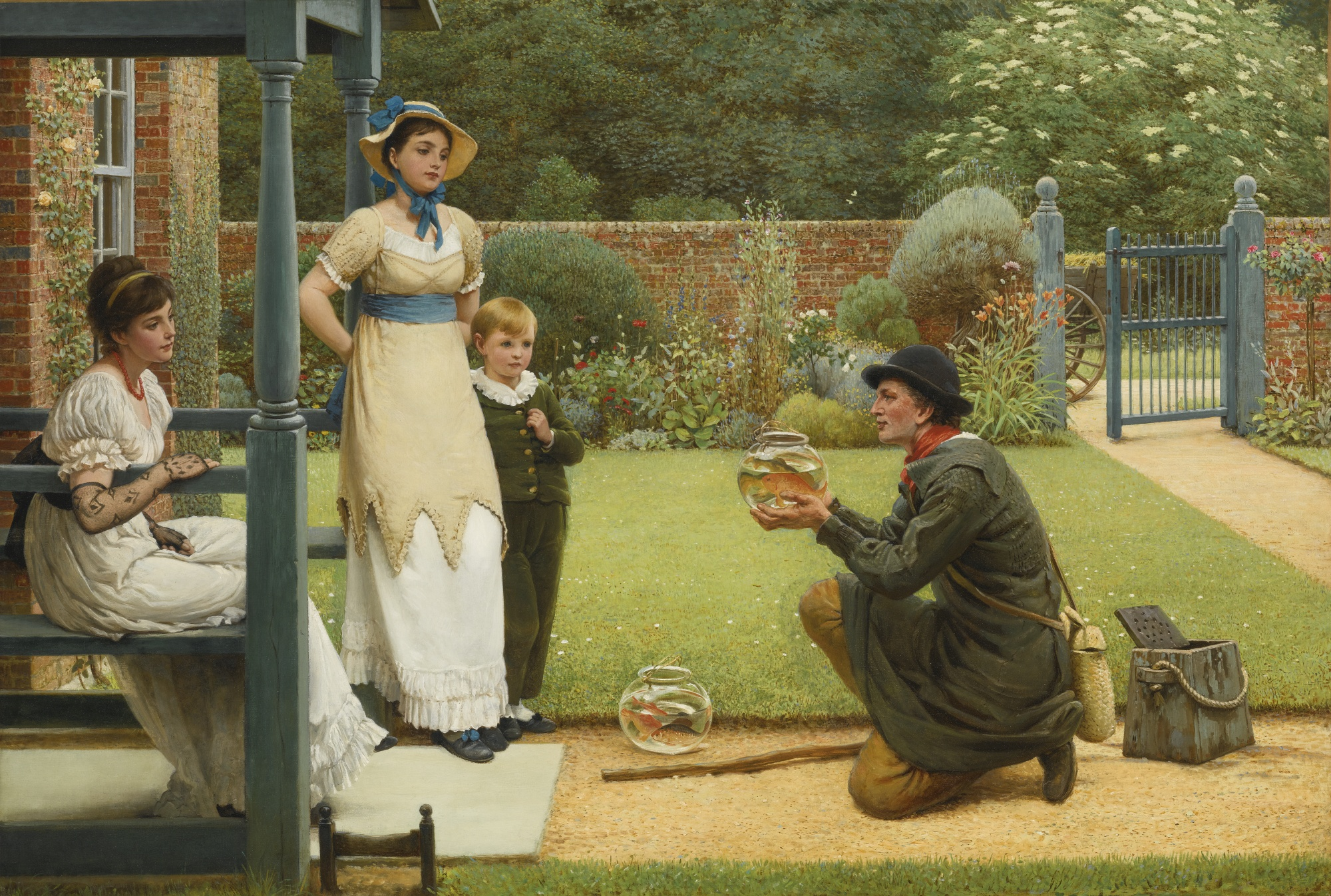
Obraz The Goldfish Seller (Sprzedawca złotych rybek) – George Dunlop Leslie (1835–1921)

Ryby o przezroczystych łuskach pojawiły się w 1688, ale przez długi czas pozostawały słabo rozprzestrzenione. Ta cecha utrzymała się w odmianie teleskop kaliko, a następnie została przekazana w drodze krzyżowania do odmiany szubunkin i do większości odmian podwójnoogonowych. Brak płetwy grzbietowej odnaleziono na ilustracji z 1726. W Europie takie ryby były znane w 1760.
Historia rozprzestrzeniania się złotych rybek w Azji jest słabo udokumentowana. Wydaje się prawdopodobne, że najpierw dotarły do Indochin i krajów sąsiadujących z Chinami, a dopiero później do Japonii, gdzie pojawiły się w początkach XVI wieku. Za protoplastów japońskich odmian uważane są chińskie odmiany: hibuna wakin, ranchu, ryukin i demekin.
Pierwszym europejskim krajem, do którego sprowadzono – pochodzące z Makau lub, według innej wersji, z Jawy przez Afrykę Południową – żywe okazy złotych rybek była Portugalia. Nastąpiło to prawdopodobnie w XVII w. W literaturze wymieniane są dwie daty: 1611 lub 1691, lecz z powodu braku jednoznacznego źródła daty te podawane są w wątpliwość. Z tego samego wieku (rok 1691) pochodzą pierwsze zapisy z Anglii. W XVIII wieku te akwariowe ryby rozprzestrzeniły się po Europie i dotarły do Rosji. Pierwsze rozmnożenie w północnej Europie odnotowano w Holandii w 1728 roku.
Za datę introdukcji do Stanów Zjednoczonych przyjmuje się rok 1874. Krótko później pojawiły się pierwsze odmiany amerykańskie: veiltail (welon) i comet (kometa). Wielka Brytania dopiero znacznie później mogła pochwalić się nowymi odmianami szubunkina (londyńską i brystolską).

## Badania doświadczalne
Złota rybka była wykorzystywana jako obiekt badań w laboratoriach. Została wykorzystana, między innymi, do badań nad zachowaniem się tego gatunku w stanie nieważkości z wykorzystaniem samolotu odrzutowego mogącego uzyskać przyspieszenie większe od 1 g.

## Współczesne odmiany
W trakcie ponad tysiącletniej hodowli złotych rybek uzyskano około 300 odmian (form hodowlanych, czasami nazywanych rasami). Liczba odmian w samych Chinach dorównuje liczbie ras gołębi występujących na całym świecie. Oprócz odmian chińskich powstało kilkadziesiąt odmian japońskich i amerykańskich. Pozostałe kraje mogą się poszczycić wyhodowaniem znacznie mniejszej liczby odmian tej ryby.
Klasyfikacja odmian złotych rybek jest różna w poszczególnych krajach, ale opracowano niektóre standardy powszechnie uznawane.

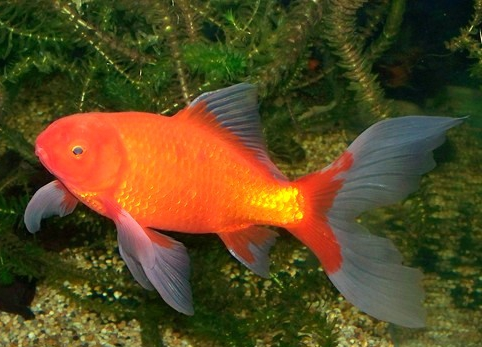
Ciało odmiany kometa jest zbliżone kształtem do formy wyjściowej

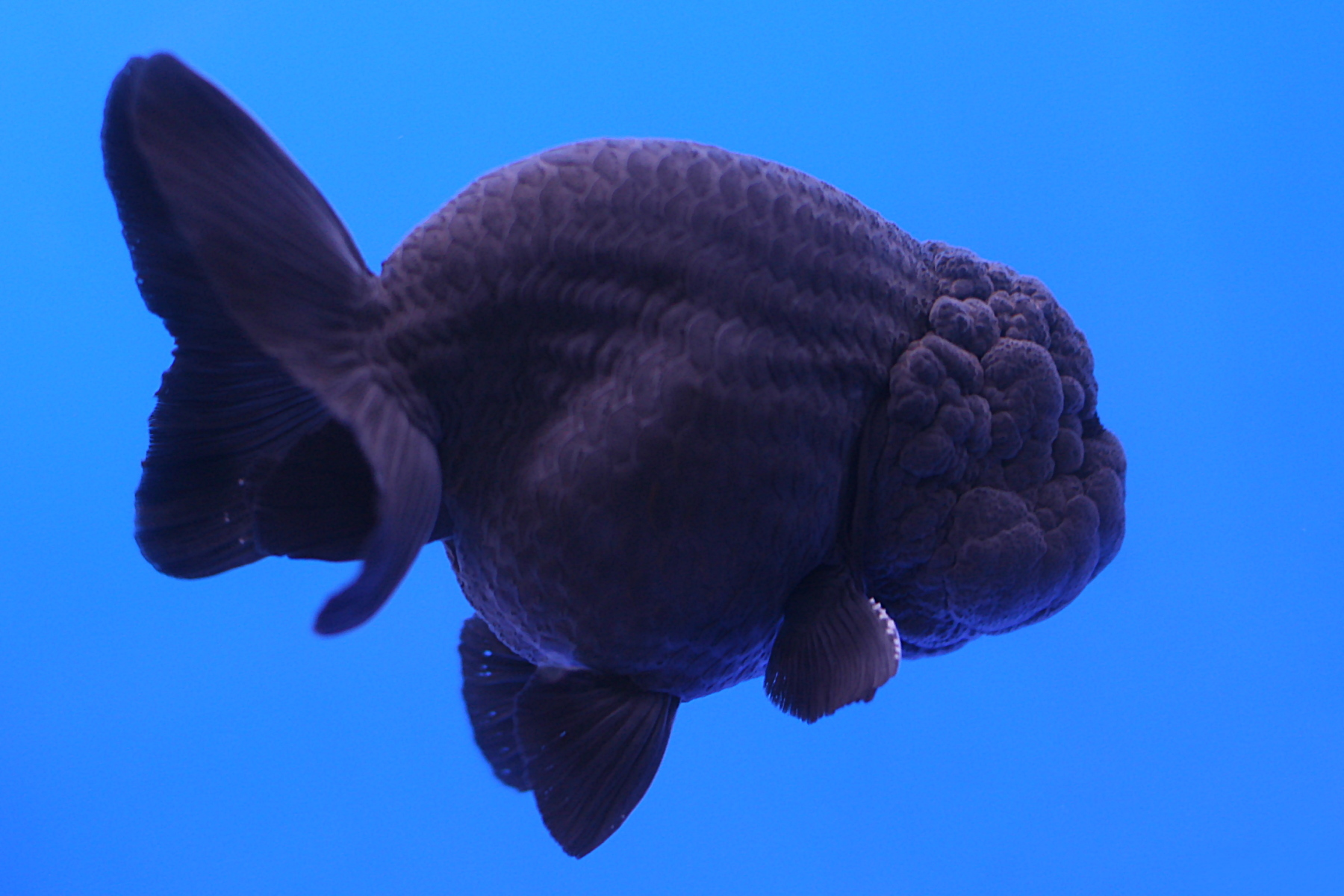
Wysokość ciała odmiany ranchu jest większa od połowy długości

Do ważniejszych, podstawowych cech decydujących o klasyfikacji danej odmiany należy kształt ciała ryby (ciało wydłużone lub krótkie), stopień rozwinięcia płetw (pojedyncze lub podwójne) oraz zawartość guaniny decydującej o stopniu przezroczystości łusek i skóry. Ubarwienie ryby ma mniejsze znaczenie w ocenie standardu.
Dwa główne kształty ciała złotych rybek rozróżniane są na podstawie porównania z formą wyjściową, której ciało jest wydłużone i bocznie spłaszczone. Za odmiany zbliżone kształtem do tej formy uważa się te, których szerokość jest mniejsza od połowy długości.
Drugą grupę stanowią odmiany o krótkim ciele – wysokość ryby przekracza połowę jej długości. Dodatkowo, u odmian o krótkim ciele płetwy – ogonowa i odbytowa – są całkowicie rozdzielone, a ich połówki są równomiernie rozwinięte. Z tej cechy wynika równoległy podział na odmiany podwójnoogonowe (o krótkim ciele) i pojedynczoogonowe (o ciele wydłużonym).
Ze względu na przezroczystość łusek i skóry wyróżniane są trzy grupy odmian:
- metaliczne (błyszczące) – wszystkie łuski są widoczne,
- opalizujące (perłowe) – łuski są nadal widoczne, ale o perłowym połysku,
- matowe – łuski są słabo widoczne.

Najczęstsze ubarwienie odmian metalicznych to intensywne pomarańczowe, prawie czerwone, żółć chromowa (żółte ciemne) albo aksamitnoczarne (u odmiany teleskop).
Pozostałe odmiany cechuje większa różnorodność ubarwienia. Oprócz kolorów pożądanych u odmian metalicznych występują barwy: czerwona, niebieska, fioletowa i brązowa – w różnych kombinacjach kolorów i deseni.

## Standardy odmian złotych rybek w Polsce

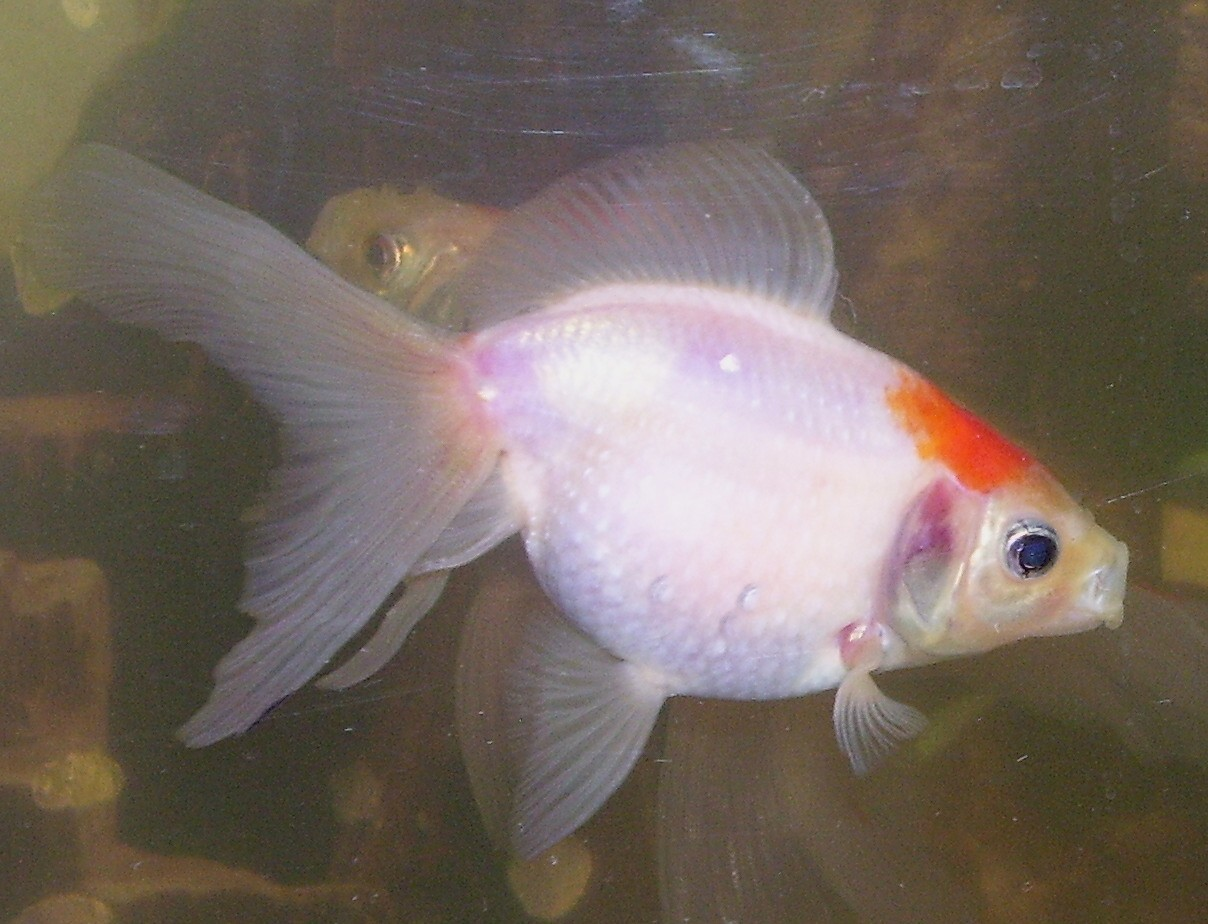
Odmiana perłołuska

W Polsce istniał w latach 80. XX wieku Klub Miłośników Złotych Rybek założony przez Adama Latuska przy Zarządzie Głównym Polskiego Związku Akwarystów. PZA wydał w 1984 roku broszurę pt. ”Hodowla złotych rybek w stawach” – tłumaczenie z j. angielskiego zasad oceny i standardów złotych rybek opracowanych przez Brytyjską Federację Towarzystw Akwarystycznych. Propozycję polskich standardów w oparciu o wzorce innych krajów przedstawił Adam Latusek w czasopiśmie Akwarium. Opisał w nim następujące odmiany:
- kometa,
- szubunkin (londyński i brystolski),
- nimfa,
- welon,
- teleskop,
- niebowid,
- pyzatek,
- lwia główka (typ oranda i ranchu),
- kogutek,
- perłołuska.

Kolejny taki artykuł ukazał się w czasopiśmie Nasze Akwarium w 2005 roku.
Ryby spotykane w handlu w Polsce z reguły nie odpowiadają standardom.

## Biologia
Są to ryby energicznie, ciągle przebywające w ruchu. Nie wykazują agresji wobec przedstawicieli swojego gatunku. Dorastają do 30 cm długości. Hodowane w odpowiednich warunkach są wytrzymałe. Należą do ryb długowiecznych i zdarza się, że dożywają w niewoli do 20, a nawet 30 lat.

## Akwarium

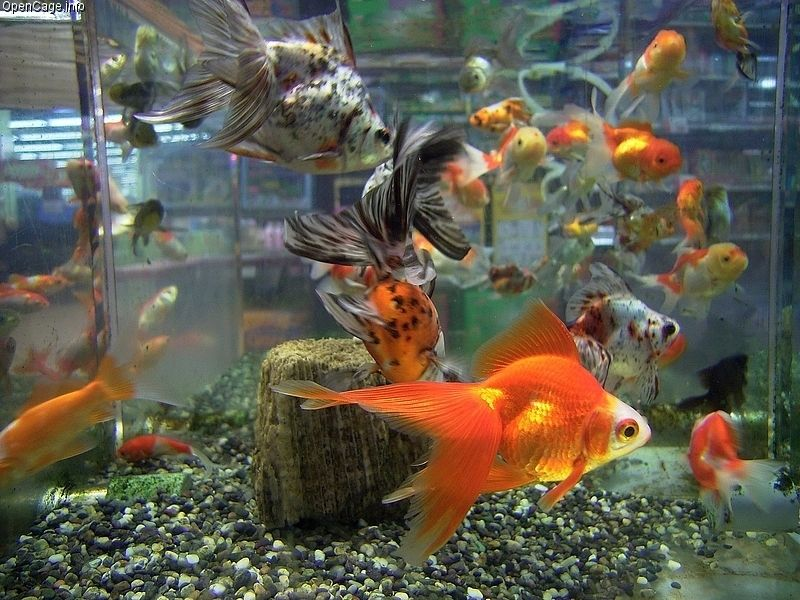
Różne odmiany złotych rybek w akwarium

Zbiornik duży (minimum 100-litrowy), jasny, z drobnoziarnistym podłożem i mocno osadzonymi roślinami. Ryby te przebywają w dolnej i środkowej strefie akwarium. "Lubują się" w przekopywaniu podłoża zbiornika. Przy bardzo miałkim podłożu, np. piasku, ryby silnie mącą wodę. Rośliny wyłącznie o silnych i dużych liściach, gdyż inne zostaną uszkodzone lub zjedzone.

## Woda
Od miękkiej do twardej, najkorzystniejsza jest woda o odczynie nieznacznie kwaśnym – pH w granicach 6,6–6,8, twardość wody średnia, około 8-12 °n, o temperaturze 15–25 °C, chociaż większość odmian złotych rybek może przebywać w wodzie o temperaturze w przedziale 8–30 °C. Konieczne jest dobre filtrowanie i napowietrzanie. Wymiana wody powinna odbywać się regularnie co 2–3 tygodnie, 20–30% wody należy wymienić na świeżą. Zmiennocieplność złotej rybki powoduje, że potrafi ona znieść czasową obniżkę temperatury nawet do prawie kilku stopni powyżej zera. Delikatne formy wymagają jednak, aby utrzymywać hodowlę w temperaturze 18 do 24 °C.

## Pokarm
Złote rybki są wszystkożerne. Można im podawać wszystkie dostępne pokarmy dla ryb akwariowych, np. : rureczniki, wazonkowce, rozwielitki, oczliki, dżdżownice oraz pokarmy suche. Dietę należy wzbogacać pokarmem roślinnym.

## Rozmnażanie
Odmiany złotych rybek są zdolne do rozrodu. Tarło w stosunku 2:1 (samiec/samica) w wodzie o niskim poziomie (ok. 25–30 cm). Przystępują do tarła po okresowym przechłodzeniu wody. Dobrana para, po osiągnięciu wieku 3 do 4 lat, składa ikrę w liczbie do 2000 sztuk. Ikra składana jest na roślinności wodnej, rozwija się w temperaturze do 24 °C. Dorosłe osobniki zjadają własną ikrę, dlatego powinny być usunięte ze zbiornika zaraz po jej złożeniu.

## Choroby
Odmiany złotych rybek podatne są na choroby, m.in. na herpeswirusową martwicę układu krwiotwórczego karasi ozdobnych.